# NGC 6113
NGC 6113 est une galaxie lenticulaire située dans la constellation d'Hercule. Sa vitesse par rapport au fond diffus cosmologique est de 9 010 ± 6 km/s, ce qui correspond à une distance de Hubble de 132,9 ± 9,3 Mpc (∼433 millions d'al). NGC 6113 a été découverte par l'astronome américain Lewis Swift en 1887.
Selon la base de données Simbad, NGC 6113 est une radiogalaxie.